# Государственный долг России
Государственный долг Российской Федерации — это долговые обязательства, возникшие в результате государственных заимствований, а также долговые обязательства по государственным гарантиям. 
Государственный долг — это сумма задолженности государства перед внешними и внутренними кредиторами. К государственному долгу России не относятся долги людей и компаний, а также обязательства перед получателями социального и медицинского обеспечения. Как экономическая категория, государственный долг — это совокупность экономических отношений, возникающих между государством в лице органов власти, с одной стороны, и юридическими и физическими лицами, иностранными государствами, международными финансовыми организациями, с другой стороны, где государство является заёмщиком и гарантом.

## История

### Государственный долг в Русском царстве
Первый опыт Русского царства по использованию долговых инструментов совпадает с продолжительным периодом фискальных неурядиц, связанных с событиями Смутного времени 1598—1613 г. В рамках экстренного финансирования дефицита применялись простейшие формы займа:
- ломбардный залог государственных драгоценностей;
- личные займы государя у ростовщиков;
- а также существовала практика принудительных бессрочных беспроцентных займов.

Принудительные займы формировались путем отправки монастырям и воеводствам грамот с требование предоставить казне определённую сумму средств. Ввиду их бессрочности они передавались по наследству. Соловьев С. М. пишет, что одной из причин длительной обороны Смоленска от поляков (1609—1611 гг.) была поддержка местных богатейших купцов, желавших сохранить право требования на долги с правительства Василия Шуйского.
В 1613 и 1617 г. были осуществлены неудачные попытки получения внешнего займа в Англии и Голландии. В рамках активных дипломатических действий англичан в 1618—1619 г., направленных на получение привилегии беспошлинной торговли и открытия торгового пути к Персии и Индии, на основе заемного письма царя был получен заем, по разным личным оценкам составлявший от 20 до 40 тыс. руб. Уже в 1621 году специальный посол Джон Меррик потребовал от царя возврата 100 тыс. руб., но после переговоров получил только те же 20 тыс. руб. В 1656—1647 гг. а также в 1662 году так же состоялись очередные неудачные попытки получения займов в Венецианской республики и Англии.
В период правления Петра Первого Российская империя непрерывно сохраняла нулевой государственных долг, несмотря на тяжелое бремя войн и реформ:
... Я только что закончил войну, продолжавшуюся 21 год, не встретив необходимости прибегать к заключению государственных займов, и если бы по Божьей воле пришлось воевать еще 20 лет, я бы воевал, не прибегая к займам ...Петр I

### Становление государственного долга в Российской империи в XVIII в.
Рынок государственных ценных бумаг начал формироваться в XVIII веке и уже при Екатерине II обращение данных ценных бумаг стало регулярным. В 1769 году Российской империей был взят первый заём у амстердамского банковского дома Раймонд и Теодор де Смет на покрытие военных расходов. Заём был погашен в 1891 году. Первые государственные ценные бумаги были схожи с долговыми расписками, поскольку в первую очередь опосредовали отношения между конкретным заимодавцем и заёмщиком и, по сути, не были рыночными ценными бумагами.
В XVIII в. сообразно указу Павла I от 18 декабря 1797 года берет свое начало Государственный ассигнационный долг, имеющий историографическое название «неотвержденного», ввиду полного признания ассигнаций внутренним долгом. Заметными вехами в истории займов Российской империи в XVIII в. были:
- заём в 1 млн пиастров для финансирования средиземноморской экспедиции у генуэзского банкира маркиза Мавруция (1773 г.);
- новый заём в 2,5 млн гульденов у де Сметов (1773 г.);
- серия из 18 займов на общую сумму в 53,5 млн гульденов у банкирского дома Гопе и Ко (1788—1793 г.);
- принятие на себя долгов польской казны после раздела Речи Посполитой (1795 г.).

Одним из показателей, демонстрирующих финансовую активность Российской империи за рубежом, можно считать суммы, получаемые ежегодно из двух финансовых центров — Лондона и Гамбурга:
| Годы             | 1799 | 1800    | 1801 | 1802 | 1803 | 1804 | 1805 | 1806 | 1807    |
| ---------------- | ---- | ------- | ---- | ---- | ---- | ---- | ---- | ---- | ------- |
| Фунты стерлингов | 815  | 545,494 | 0    | 250  | 63   | 0    | 0    | 0    | 614,183 |

В целом финансовая политика государства была целиком направлена на поддержку дворян-землевладельцев, а она требовала больших средств на войны, поддержание дворцовой инфраструктуры, жалованье вельможам и придворным, что обуславливало хронический дефицит бюджета и высокую активность по изысканию заёмных средств.

### Государственный долг Российской империи в 1809—1823 г. (министерствоД. А. Гурьева)

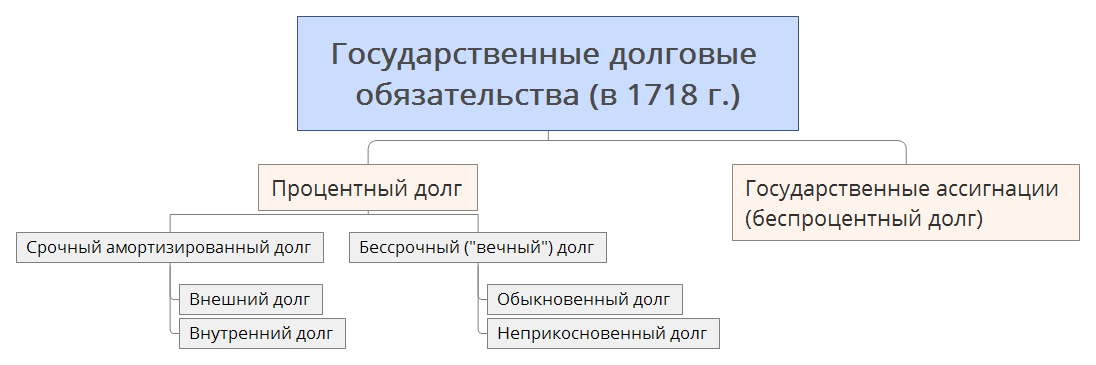
Классификация государственного долга Российской империи в 1817 г.

Начиная с 1810 года формируется новая форма заимствований в виде ценных бумаг (как рыночного инструмента). И уже в 1812 году правительство частично избежало необеспеченной эмиссии, обеспечивая военные поставки из средств новых облигаций, выпущенных со сроком обращения до 1 года при 6 % доходности.
Ввиду накопления внутреннего долга 27 мая 1810 года правительством была учреждена Комиссия Погашения Государственных Долгов. По мнению Д. А. Гурьева, именно избавление от ассигнаций, как наиболее аморфной, опасной формы государственного долга должно было стать залогом стабильности финансовой системы. Данная попытка упорядочить долги путем продажи некоторых объектов казны, выпуска займов «для рассрочки долга по ассигнациям» потерпела крах и уже в том же году правительство, нарушив собственный манифест от 2 февраля 1810 года, выпустила новые ассигнации.
Начавшаяся в 1812 году Отечественная война окончательно нарушила финансовые планы. На всю мощность заработал печатный станок, напечатав около 259 млн рублей; была прекращена выдача ссуд из кредитных учреждений и т. д., но ресурсов оказалось недостаточно — поэтому также были повышены некоторые налоги и приостановлены выплаты по внешнему долгу.
Отличительным моментом кредитной политики Гурьева было всяческое избегание неофициальных заимствований из государственных кредитных учреждений. С момента окончания войны с Наполеоном и до ухода Д. А. Гурьева государственный долг увеличился на 143,6 млн рублей. По своей структуре он представлял собой две примерно равные части, где одна уравновешивала другую:
- консолидированный долг — 672,5 млн рублей;
- неотверждённый долг — 673 млн рублей.

Подготовленная графом Гурьевым в 1817 году революционная реформа кредитной политики, включающая ликвидацию Заёмного банка, служившего финансовой базой дворянства, и перевод всех средств банка в Коммерческий банк с правом кредитования лишь производственных инициатив, послужила ещё одной причиной отставки Гурьева. В противовес непопулярным среди дворянства инициативам следующий министр занял противоположную позицию, что полностью перестроило кредитную политику.

### Государственный долг Российской империи в 1823—1843 гг. (министерствоЕ. Ф. Канкрина)
Денежная реформа 1839 года, нацеленная на гармонизацию денежного обращения, через введение новой денежной единицы, эквивалентной серебряному рублю, сыграла решающую роль в реструктурировании государственного долга.
К 1831 году практика обращения облигаций позволила наладить выпуск облигаций на рынок сериями. Стандартные билеты Государственного казначейства стали в некотором роде средством обращения (единственный запрет существовал на платежи в пользу государственным кредитным учреждениям) и уже к 1881 году в Российской империи было выпущено 72 серии на общую сумму 216 млн рублей, а срок обращение вырос с 4 до 8 лет.
По мнению Н. В. Гоца, за время деятельности Канкрина на посту министра финансов произошло ухудшение как качественных, так и количественных показателей кредитной системы Российской империи. Госдолг увеличился более чем на 703 млн рублей, при предыдущем же министре, графе Гурьеве изменение составило всего 143,6 млн рублей: неотверждённая часть увеличилась на 514 млн рублей, то есть более чем в 2 раза; доля консолидированных, то есть правильно оформленных, долгов увеличилась всего лишь на 189,6 млн рублей.
Спустя всего тринадцать лет жесточайший финансовый кризис вскрыл все недостатки выстроенной Канкриным системы. Общий долг составлял 1 187 310 722 ассигнационных рубля или 339 231 620 серебряных рублей.

### Государственный долг Российской империи в 1895—1913 гг.

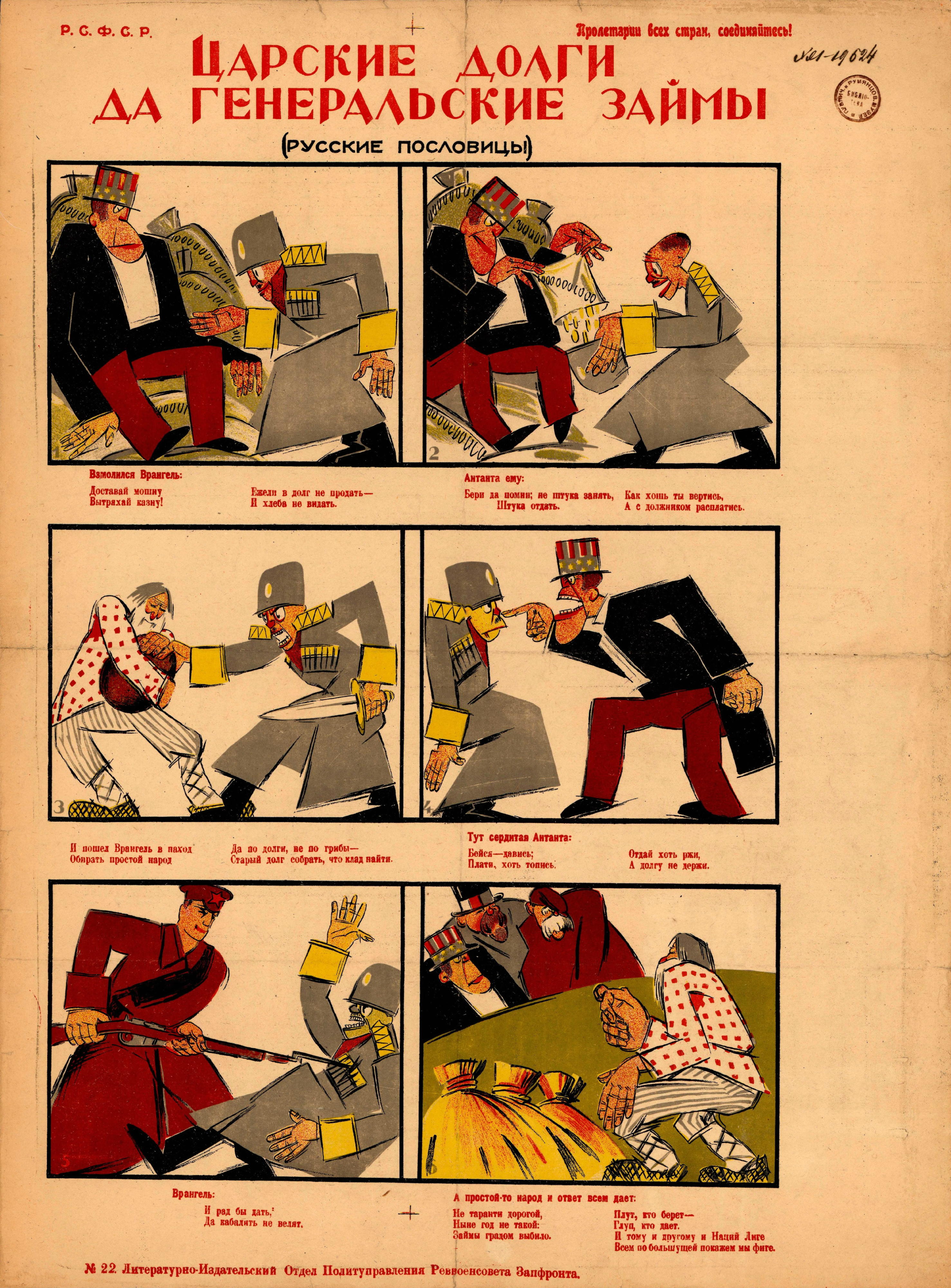
«Царские долги да генеральские займы» — советский агитплакат

С 1892 года министром финансов становится С. Ю. Витте. По мнению Н. В. Малинина, вплоть до вступления Российской империи в Первую мировую войну в 1914 году долг и долговая политика оставались относительно однородными.
Важным фактором являлась неустойчивость показателей государственного бюджета, когда в последнее десятилетие перед войной благополучные годы (1906, 1910, 1911 г.) чередовались с провальными (1904, 1905, 1907, 1912 г.), что послужило одним из факторов постоянного увеличения государственного долга.
В пореформенную эпоху основной целью государственных займов было финансирование нужд железнодорожного строительства и хозяйства. Но с началом XX в. государственные расходы на железнодорожный транспорт в абсолютном выражении падали, так по данным Минфина в 1893 г. на железнодорожные займы приходилось 26 % (1406,9 млн руб.) от госдолга, а в 1914 г. — 19 % (1740,3 млн руб.).
Основу русского государственного долга составляли займы долгосрочные и бессрочные (рентные). Тем не менее, по мнению Малинина Н. В. российское государство не могло отказаться от невыгодных для себя краткосрочных кредитов в виде казначейских билетов (т. н. «серий») поскольку превалирующей функцией данных билетов оказалось «средство платежа», принимаемого наравне с наличными.
Заметными изменениями в кредитной политике произошли вследствие Русско-японской войны. Во время войны Российской империи пришлось делать займы с целью подкрепления средств Государственного казначейства. Выход из войны сопровождался трудновосполнимыми потерями, что вынудило резко увеличить государственный долг в 1906 году на сумму 843,8 млн руб., что, по мнению Н. В. Малинина, спасло страну от финансовой и политической катастрофы, поскольку все средства были направлены на ликвидации последствий прошедшей войны. Все займы 1906—1909 гг. носили ликвидационный характер.
В 1909—1913 гг. усилилась неустойчивость, а бюджетное благополучие носило временный характер. Так не большое уменьшение государственной задолженности в 1909—1913 гг. было вызвано ухудшением мировой конъюнктуры денежного и фондового рынка не отвечало интересами государства, но было вызвано внешними факторами.
Подводя итог данному историческому периоду, увеличение объёма займа было вызвано потребностью экономического развития страны и поддержания стабильности денежно-кредитной сферы и не было напрямую связано с параметрами бюджета. Были проведены мероприятия по реструктуризации государственного долга, позволившие снизить процент по займам, что вкупе с увеличением доли бессрочных займов позволило уменьшить расходы на обслуживание. Снизилась доля железнодорожных займов за счет выкупа значительной части железнодорожной сети в казну. За счет средств займов был увеличен золотой запас и частично изъяты из обращения кредитные билеты, что было опосредованно целями денежной реформы 1895—1897 гг.

### Государственный долг СССР в 1918—1940 гг.
Советский период начинается с принятия в 1918 г. Декрета «Об аннулировании государственных займов», который предусматривал аннулирование всех царских займов и гарантий, в том числе и иностранных, за исключением займов перед малоимущими (не свыше 10 000 руб.) — им давали взамен именные свидетельства нового займа РСФСР. Так, около 60 млрд рублей из которых 16 млрд внешнего долга и 44 млрд внутреннего долга были аннулированы задним числом. В 20-е годы XX века упор был сделан на внутренний государственный долг.
В 1919 г. был принят Декрет № 487 «Об аннулировании облигационных займов и всех долгов бывших земских и городских самоуправлений», которым были аннулированы все внутренние государственные займы царского и Временного правительств.
В 1920-е г. принимается решение о выпуске так называемых натуральных займов (хлебных и сахарного), что было обусловлено высоким уровнем инфляции и обесцениванием денег.
В 1922 г. произведен первый внутренний заём — «Хлебный заём» в 4 млн рублей каждая (400 рублей образца 1922 г.), с обязательством уплатить за каждую облигацию по одному пуду ржи (в зерне) после получения натурального налога. Кроме того, разрешалось крестьянам, которые должны уплачивать налог вместо зерна, вносить облигации займа. Всего было выпущено данных облигаций на 10 000 000 пудов хлеба, пополнив бюджет государства на 40 млн рублей.
В 1923 году был проведен второй хлебный заём. В этом же году был проведен «Сахарный заём», предполагавший выпуск облигаций, которые погашались и деньгами, и сахаром. Данный заём распространялся только в определённых районах, второй хлебный заём также выпущен был с разделением на три района. Такая политика правительства была связана с тем, что выпуск небольших займов, иногда даже местного значения, позволяет их легче погашать, единственное, что подобные займы не дают достаточно средств государству.
В 1926 г. было выпущено 2 выигрышных и 2 процентных займа, а к 1930 г. ликвидируются фондовые биржи, а займы среди населения размещаются в принудительном порядке. Это было обусловлено тем фактом, что сбережения населения были малы и тратились исключительно на потребительские цели. Следовательно, лишь незначительная часть средств населения могла быть добровольно предоставлена государству в качестве инвестиционных ресурсов, но их было недостаточно, что и повлекло принудительное изъятие этих ресурсов.
В августе 1927 г. советское правительство впервые разместило подобный заём среди городского населения как 1-й заём индустриализации в 200 млн рублей.
До 1925 г., в СССР размещались принудительные займы, кредиторами по ним выступали предприятия и нетрудовые элементы, полученные по ним средства расходовались на финансирование дефицита бюджета. В дальнейшем СССР применяет ещё одну форму займа — по подписке, и начиная с 1927 г. вводится подписка с рассрочкой оплаты облигаций, которая просуществовала до 1958 г.
Всего в 1920-е гг. было размещено 24 государственных займа, по которым в качестве займодавцев выступали физические и юридические лица. Размер государственного внутреннего долга СССР к 1927 г. составил 865 млн рублей.
...долгое время считалось, что Советское государство для развития экономики использовало только внутреннее кредитование, однако изучение литературы показывает, что происходило развитие и внешней долговой политики...Цареградская Ю. К.
В 1920-е гг. СССР был готов пересмотреть свою позицию по аннулированию царских долгов с тем, чтобы получить выход на международный кредитный рынок.
Так, в 1919—1922 гг. проводились двусторонние переговоры с Англией и Францией (результаты не были достигнуты). Также были проведены Генуэзская и Гаагская конференция, где обсуждались варианты урегулирования долгов и получения новых кредитов, Советская делегация не согласилась с условиями по выплате прежних долгов, поэтому конкретных решений переговоры не дали.
Для целей индустриализации исследуются все возможные источники, включая внутренних и некоторых внешних кредитов. Были задействованы следующие финансовые инструменты:
- корпоративные кредиты под поставки оборудования или продажу советских товаров на внешних рынках;
- государственные кредиты под поставки оборудования в СССР со стороны западных стран;
- коммерческие кредиты (корпоративные и государственные) для советских оффшорных и внешнеторговых организаций;
- облигационные займы, которые при посредничестве западных банков выпускались от лица СССР советскими учреждениями или оффшорными структурами;
- государственное и полугосударственное кредитование экспортно-импортных операций СССР западными странами;
- выпуск векселей советскими учреждениями за рубежом и оффшорными банками.

Несмотря на неприятие СССР ввиду его отказа от долгов Российской империи, кредитные отношения развивались поступательно:
- В ноябре 1927 году СССР подписал договор с американским предпринимателем Фаркуаром о 6-летнем кредите на 40 млн долларов для перестройки и переоборудования Макеевского металлургического завода.
- В 1917 году в Вене подписан договор между Внешторгбанком и американским бизнесменом В. Фриманом о кредите в 50 млн долларов, обеспеченным советским экспортом.
- В 1917 году в Вене подписан договор с американской компанией «Стандарт Ойл» о кредите в 75 млн долларов под поставки бакинской нефти.

Также кредиты СССР до начала 1940-х гг. предоставляли:
- Великобритания — кредитовала в 1920—1930 гг. советские закупки на 20-25 млн фунтов стерлингов;
- Чехословакия — кредитовала в 1935 г. на сумму в 250 млн крон под 6 % годовых;
- Италия — кредитовала в 1930—1931 гг. на 550 млн лир под советские закупки;
- Швеция — кредитовала в 1940 г. в размере 100 млн крон;
- Германия — кредитовала до начала 1940 г. на сумму 900 млн марок под 6 % годовых.

СССР к 1931 году имел максимальную сумму внешней задолженности в 1,4 млрд рублей. К 1937 г. долг снизился до 85 млн рублей благодаря советским поставкам сырья и товаров за рубеж.

## Классификации
Государственный долг имеет свою специфическую классификацию, необходимую для управления.
По срокам погашения выделяют:
- краткосрочный долг (до 1 года);
- среднесрочный долг (от 1 года до 5 лет);
- долгосрочный долг (до 30 лет).

В зависимости от валюты:
- внутренний долг[32] — выраженный в российских рублях;
- внешний долг — выраженный в иностранной валюте.

В зависимости от периодичности обслуживания и погашения:
- капитальный долг — это полная сумма всех выпущенных и не погашенных обязанностей государства по долгу и начисленных процентов по этим обязательствам на определённую дату;
- текущий долг — это все расходы государства, которое оно несет по оплате доходов кредиторов в виде процентов, а также расходы на погашение обязательств (тела долга) по долгу (обязательствам) государства в наступивший срок.

В зависимости от социально-экономического значения: активный долг; пассивный долг.
Для государственных ценных бумаг также можно выделить ряд классификационных признаков:
- в зависимости от владельца: универсальный и специальный;
- в зависимости от возможностей обращения: рыночный и нерыночный;
- в зависимости от формы выплат: процентные, купонные, выигрышные;
- в зависимости от метода определения дохода: с постоянным доходом, с фиксированным доходом, с переменным доходом.

При официальном учёте долговых обязательств России, они принимают вид:
- кредитов, полученных от кредитных организаций;
- кредитов, полученных от иностранных государств, в том числе по:
  - целевым иностранным кредитам (заимствованиям) от международных финансовых организаций;
  - целевым иностранным кредитам (заимствованиям) от иных субъектов международного права, иностранных юридических лиц;
- государственных ценных бумаг;
- бюджетных кредитов, привлеченным в федеральный бюджет из других бюджетов бюджетной системы России;
- государственных гарантий России.

Долговые обязательства субъекта Российской Федерации принимают вид:
- кредитов, полученных от кредитных организаций;
- кредитов, полученных от иностранных банков;
- кредитов, полученных от международных финансовых организаций;
- государственных ценных бумаг;
- бюджетных кредитов, привлеченным в бюджет субъекта от других бюджетов бюджетной системы России;
- государственных гарантий субъекта.

## Структура государственного долга Российской Федерации
Одним из базовых критериев различения российского государственного долга является валюта этих обязательств, если они номинируются в рублях, то это внутренний долг, а если в иных валютах — внешний. Сумма обоих видов государственного долга называется валовым долгом.
| (на федеральном уровне, на 1 января) | Мера      | 2011 г. | 2012 г. | 2013 г. | 2014 г. | 2015 г.  | 2016 г.  | 2017 г.  |
| ------------------------------------ | --------- | ------- | ------- | ------- | ------- | -------- | -------- | -------- |
| Валовой государственный долг         | млрд руб. | 4 143,6 | 5 318,7 | 6 515,1 | 7 589,3 | 10 597,7 | 11 120,1 | 11 073,5 |
| Валовой государственный долг         | Δ %       | —       | ↗28,4   | ↗22,5   | ↗16,5   | ↗39,6    | ↗4,9     | ↘-0,4    |
| Внутренний долг                      | млрд руб. | 2 940,4 | 4 190,6 | 4 977,9 | 5 722,2 | 7 241,2  | 7 307,6  | 8 003,5  |
| Внутренний долг                      | Δ %       | —       | ↗42,5   | ↗18,8   | ↗15,0   | ↗26,5    | ↗0,9     | ↗9,5     |
| Внешний долг                         | млрд руб. | 1 203,2 | 1 128,1 | 1 537,2 | 1 867,1 | 3 356,5  | 3 812,5  | 3 070,0  |
| Внешний долг                         | Δ %       | —       | ↘-6,2   | ↗36,3   | ↗21,5   | ↗79,8    | ↗13,6    | ↘-19,5   |

### Внешний государственный долг
| (% от структуры, на 1 января)                                                          | 2011 г. | 2012 г. | 2013 г. | 2014 г. | 2015 г. | 2016 г. | 2017 г. |
| -------------------------------------------------------------------------------------- | ------- | ------- | ------- | ------- | ------- | ------- | ------- |
| Задолженность странам, входящим в Парижский клуб                                       | 2,0     | 1,4     | 0,6     | 0,4     | —       | —       | —       |
| Задолженность странам, не входящим в Парижский клуб                                    | 7,0     | 6,7     | 4,1     | 3,6     | 3,3     | 2,4     | 1,2     |
| Задолженность перед официальными многосторонними кредиторами                           | 8,0     | 7,3     | 3,9     | 2,9     | 2,2     | 2,0     | 1,3     |
| Задолженность по внешним облигационным займам                                          | 76,2    | 81,8    | 69,0    | 72,7    | 72,3    | 71,8    | 74,7    |
| Задолженность по облигациям внутреннего государственного валютного займа (сокр. ОВГВЗ) |         |         | 0,0     | 0,0     | 0,0     | 0,0     | 0,00625 |
| Государственные гарантии Российской Федерации в иностранной валюте                     | 2,3     | 2,8     | 22,4    | 20,4    | 22,2    | 23,8    | 22,9    |

#### Государственные заимствования

##### Задолженность перед членами Парижского клуба
Отдельный учёт долга перед странами — членами Парижского клуба обусловлен тем, что эти страны являются крупнейшими кредиторами бывшего СССР. Также существует практика, когда другие группы кредиторов ориентируются на договоренности, достигнутые с странами-участниками Парижского клуба.
| (млрд долл США)                       | 1991 г. | 1992 г. | 1993 г. | 1994 г. | 1995 г. | 1996 г. | 1997 г. | 1998 г. | 1999 г. | 2000 г. |
| ------------------------------------- | ------- | ------- | ------- | ------- | ------- | ------- | ------- | ------- | ------- | ------- |
| Внешний долг бывшего СССР             | 96,6    | 104,9   | 105,5   | 116,2   | 110,6   | 108,4   | 99,0    | 102,7   | 103,6   | 93,25   |
| в том числе — членам Парижского клуба | 28,0    | 35,8    | 34,6    | 39,6    | 41,6    | 42,3    | 37,6    | 40,0    | 38,7    | 39,0    |
| Внешний долг Российской Федерации     | 0,0     | 2,8     | 9,0     | 11,3    | 17,4    | 27,7    | 35,6    | 53,9    | 54,8    | 50,1    |
| в том числе — членам Парижского клуба | 0,0     | 1,8     | 5,3     | 5,9     | 5,7     | 7,9     | 7,6     | 9,6     | 9,7     | 8,4     |
| Итого                                 | 96,6    | 107,7   | 114,5   | 127,5   | 128,0   | 136,1   | 134,6   | 156,6   | 158,4   | 143,3   |

С 1985 по 1991 год долг перед странами — членами Парижского клуба вырос в 3 раза и в 1991 году составил 28 млрд долл. Последние выплаты были осуществлены в 2014 году.

##### Задолженность странам, не входящим в Парижский клуб
(См. также здесь)

##### Задолженность перед официальными многосторонними кредиторами
Согласно OECD это:
Задолженность перед международными организациями — такими как Всемирный Банк, региональные банки развития и другие многосторонние и межправительственные агентства. В неё не включаются кредиты, предоставленные из фондов, которые управляются той или иной международной организацией от имени отдельного правительства-донора (такие кредиты относятся к государственным)
Данный вид долга в русскоязычной научной литературе представлен относительно слабо (см., например, здесь).

##### Задолженность по внешним облигационным займам
Для оценки безопасности внешнего долга оценивается соотношение существующих и планируемых финансовых обязательств к финансовым активам, так например, обязательства иностранных государств перед РФ на 1 февраля 2019 года составляли 39,2 млрд $. Об этом говорится в проспекте к «евробондам» Минфина (см. также здесь).

##### Задолженность по облигациям внутреннего государственного валютного займа (сокр. ОВГВЗ)
Представляет собой часть долга СССР по обязательствам перед вкладчиками Внешэкономбанка СССР, ставшего в 1991 году банкротом. Вклады физических лиц были выплачены рублями без отсрочки, а юридическим лицам были автоматически переоформлены в ОВГВЗ на общую сумма в 7 885 млн долл. США.
Фактическое размещение облигаций ОВГВЗ началось в 1993 году: выпуск был разбит на 5 траншей со сроки погашения от 3 до 15 лет.
Занятно что в 1998—1999 гг. ОВГВЗ то причисляли к внутреннему долгу, то к внешнему. Устоявшейся же позицией является отнесение ОВГВЗ к внешнему долгу по признаку валюты.
Выпускались в 1993, 1995, 1999 году для урегулирования внутреннего валютного рынка. В некоторой степени являются техническими облигациями, выпущенными для переоформления валютных счетов предприятий и учреждений СССР в валютные облигации.
Фактически представляли собой документарные ценные бумаги на предъявителя, выпущенные на сумму 7 885 млн долл.

#### Государственные гарантии
К внешнему долгу относятся государственные гарантии, номинированные в иностранной валюте.

### Внутренний государственный долг
| (на 1 января, млрд руб.) | 2011 г. | 2012 г. | 2013 г. | 2014 г. | 2015 г. | 2016 г. | 2017 г. | 2018 г. |
| ------------------------ | ------- | ------- | ------- | ------- | ------- | ------- | ------- | ------- |
| БОФЗ                     | —       | —       | —       | —       | 103,6   | —       | —       | —       |
| ОФЗ-ПК                   | —       | —       | —       | —       | 1 000,0 | 1 347,3 | 1 738,0 | 1 748,4 |
| ОФЗ-ПД                   | 1 338,6 | 1 823,7 | 2 248,2 | 2 688,9 | 2 551,0 | 2 710,3 | 3 051,1 | 4 283,6 |
| ОФЗ-АД                   | 815,6   | 1 079,6 | 1 048,6 | 1 046,0 | 1 038,6 | 791,2   | 680,1   | 539,8   |
| ОФЗ-ИН                   | —       | —       | —       | —       | —       | 141,8   | 163,6   | 168,5   |
| ГСО-ППС                  | 175,4   | 421,2   | 545,6   | 475,6   | 560,6   | 360,6   | 245,6   | 245,6   |
| ГСО-ФПС                  | 132,0   | 132,0   | 132,0   | 132,0   | 132,0   | 132,0   | 132,0   | 132,0   |
| ОВОЗ                     | —       | 90,0    | 90,0    | 90,0    | 90,0    | 90,0    | 90,0    | 90,0    |
| ОГРВЗ 1991 года          | 0,0     | 0,0     | 0,0     | 0,0     | 0,0     | 0,0     | 0,0     | 0,0     |
| ОФЗ-н                    | —       | —       | —       | —       | —       | —       | —       | 39,2    |
| Итого                    | 2 461,6 | 3 546,4 | 4 064,3 | 4 432,4 | 5 475,7 | 5 573,1 | 6 100,3 | 7 247,1 |

#### Государственные заимствования

##### Государственные займы

###### Облигации федерального займа (сокр. ОФЗ)
Наиболее используемая в последнее время форма займов. Подразделяется на ОФЗ с разными режимами выплат:
- ОФЗ-ПК — ОФЗ с переменным купоном, привязанным к RUONIA;
- ОФЗ-ПД — ОФЗ с постоянным доходом, устанавливаемым в момент выпуска;
- ОФЗ-АД— ОФЗ с амортизацией долга, суть заключается в регулярным погашением номинальной стоимости облигации;
- ОФЗ-ИН — впервые выпущена ОФЗ, индексируемая по инфляции, в 2015 году и рассматривается покупателями как страховка от инфляции без ожидания высокой доходности[44];
- ОФЗн — специализированные облигации распространяемые среди населения — физических лиц, имеет ограничения в обращении.

###### Государственные сберегательные облигации (сокр. ГСО)
Рынок ГСО был сформирован в 2006 году, при этом условия их выпуска были сформированы ещё в 2002 году. Целью выпуска было создание инструмента для вложения средств Пенсионного фонда и иных распорядителей пенсионных средств в государственные облигации; это должно было снизить количество пассивных инвесторов на рынке краткосрочных облигаций. Различают два вида ГСО:
- ГСО-ППС — ГСО с постоянной процентной ставкой;
- ГСО-ФПС — ГСО с фиксированной процентной ставкой.

###### Облигации государственного республиканского внутреннего займа ОГРВЗ 1991 года
В 1991 г. именные облигации размещались среди юридических лиц с ограниченным кругом обращения. Функции по продаже и обслуживанию займа возложены на Центральный банк России.
По облигации выплачивается доход по плавающей процентной ставке. По первым двум разрядам выплачивался годовой доход в размере 15 % нарицательной стоимости облигации.

###### Государственные долгосрочные облигации
Это государственный республиканский внутренний заём сроком на 30 лет с 1 июля 1991 г. по 1 июля 2021 г.
- Объём эмиссии 80 млрд руб.;
- Номинал облигации 100 тыс. руб.;
- Доходность 15 % от номинала.

Облигации выпущены в виде бумажных бланков с купонами. Реализуются только среди юридических лиц.

#### Государственные гарантии
Государственные гарантии включают в себя два этапа:
- Первый этап — исполнение обязательств по госгарантии предусматривается в бюджете, но финансовые обязательства не принимаются. они возникают только после неисполнение принципалом своих обязательств. В случае исполнения принципалом своих обязательств государственный долг уменьшается на соответствующую сумму.
- Второй этап включает в себя принятие финансовых обязательств и непосредственное перечисление средств на счет бенефициара.

Для гарантий присуща собственная классификация, подразделяющая их по валюте, гаранту, условию предоставления, виду ответственности гаранта. Гарантом платежеспособности государства выступает государственная казна. Соответствующим обеспечением дееспособности механизма выступают:
- включение государственных гарантий в состав государственного долга;
- учёт гарантий Минфином в долговой книге;
- планирование бюджета с учётом возможности полный реализации гарантий;
- гарантии свыше 50 млн долл. (10 млн для субъектов России) в обязательном порядке должны быть предусмотрены в программах госгарантий с указанием каждого принципала.

## Исторические формы государственного долга
Здесь приведен неполный список форм (видов) государственного долга России, обязательства по которым на конец 2018 года были полностью погашены, а новых фактов использования не имеется:
- Задолженность перед официальными двусторонними кредиторами — членами Парижского клуба;
- Задолженность по облигациям внутреннего государственного валютного займа (ОВГВЗ);
- Государственные краткосрочные бескупонные облигации (сокр. ГКО или ГКБО)[45][50] — погашены в 2006 году;
- Бюджетные облигации Федерального займа (сокр. БОФЗ) — погашены в 2015 году;
- Облигации федерального займа с фиксированным купонным доходом (сокр. ОФЗ-ФК) — погашены в 2009 году;
- Облигации государственных нерыночных займов (сокр. ОГНЗ) — погашены в 2004 году;
- Облигации Российского внутреннего выигрышного заёма 1992 года[51] (сокр. ОРВВЗ 1992 года) — погашены в 2009 году;
- Облигации государственного сберегательного займа (сокр. ОГСЗ)[45] — погашены в 2005 году;
- Золотые сертификаты[45] ;
- Казначейские обязательства[52] ;
- Государственные казначейские векселя[45] ;
- Облигации Центрального банка Российской Федерации[53] (отнесение на государственный долг под вопросом).

Облигации государственного сберегательного займа (сокр. ОГСЗ)
Бумага выпускалась с осени 1995 года. Основной задачей выпуска была предоставить надежный инструмент для вложений физических лиц. Именно поэтому облигации были напечатаны типографским способом с защитой от подделки, аналогичной банкнотным. Доходность ОГСЗ была сопоставима с ОФЗ, так, процентный доход на купон равнялся ставке по ОФЗ-ПК.
Эмиссия ОГСЗ осуществлялась в соответствии с Генеральными условиями выпуска и обращения. Платежный агент по ОГСЗ — Сберегательный банк РФ. ОГСЗ размещался через подписки среди профессиональных участников рынка, которые продавали их на вторичном рынке.
В период с 1995 по 1998 гг. выпущенные ОГСЗ имели срок обращения 1 или 2 года, купонный период равнялся 3 или 6 мес., купонная ставка объявлялась за неделю до начала соотв. купонного периода и приравнивалась к последней официально объявленной купонной ставке облигаций федерального займа с переменным купонным доходом.
Общий объём обращающихся на вторичном рынке ОГСЗ на 1 января 1998 составлял 13 млрд руб. По данным Сбербанка, оборот по сделкам в 1999 году превысил 3,6 млрд долл.

### Современность
- Алехин Б. И. Государственный долг. Пособие для студентов Академии бюджета и казначейства. — М., 2007. — 302 с.
- Брагинская Л. С. Государственный долг: анализ системы управления и оценка ее эффективности. — Университетская книга, 2007. — С. 128. — 186 с. — ISBN 978-5-98699-037-8.
- Вавилов Ю. Я. О формах государственного кредита в глобальной экономике // Финансы и кредит. — 2004. — Вып. 23 (161). — ISSN 2071-4688.
- Грачева И. В. Государственная гарантия : финансово-правовой аспект. автореферат дис. ... кандидата юридических наук. — Воронеж, 2008. — 24 с.
- Дмитриева В. А. Внешние заимствования государств: теоретический, практический и региональный аспекты // Деньги и кредит : журнал. — 2006. — Вып. 10. — С. 10—22. — ISSN 0130-3090.
- Неменова Д. Л. Институциональная модель государственного долга России // Matters of Russian and International Law : журнал. — 2017. — № 7. — С. 248—258. — ISSN 2222-5129.
- Никифорова В. Д. Государственные и муниципальные ценные бумаги. — Издательский дом "Питер", 2004. — 344 с. — ISBN 9785947238853.
- Цареградская Ю. К. текст // Правовое регулирование государственного долга России как института в системе финансового права. автореферат дис. ... доктора юридических наук. — М., 2016. — 48 с.

### Историография
- Моисеев С. Р. Государственный долг в Московском царстве // Деньги и кредит. — 2017. — Вып. 4. — С. 73—78. — ISSN 0130-3090.
- Гоца Н. В. Формирование государственного долга России и его динамика в дореформенный период : Конец XVIII-первая половина XIX вв / Рос. эконом. акад. им. Г.В. Плеханова. автореферат дис. ... кандидата экономических наук. — М., 2005. — 30 с.
- Малинин Н. В. Займовые средства государственного бюджета Российской империи и их значение в социально-экономической и политической жизни страны в конце XIX - начале XX в / Малинин Николай Вячеславович. автореферат дис. ... кандидата исторических наук. — М.: Типография МПГУ, 2010. — 20 с.
- Цареградская Ю. К. Особенности правового регулирования государственного долга в советский период (1918-1940 гг.) // Известия юго-западного государственного университета. Серия: история и право : журнал. — Курск, 2015. — № 4(17). — С. 28—32. — ISSN 2223-1501.
- Кудрин А. Л. История Министерства финансов России / Кудрин А. Л.. — М.: ИНФРА-М, 2002. — Т. 4. — 528 с. — ISBN 5-16-001037-8. — ISBN 5-16-001033-5.